# Olasz légió

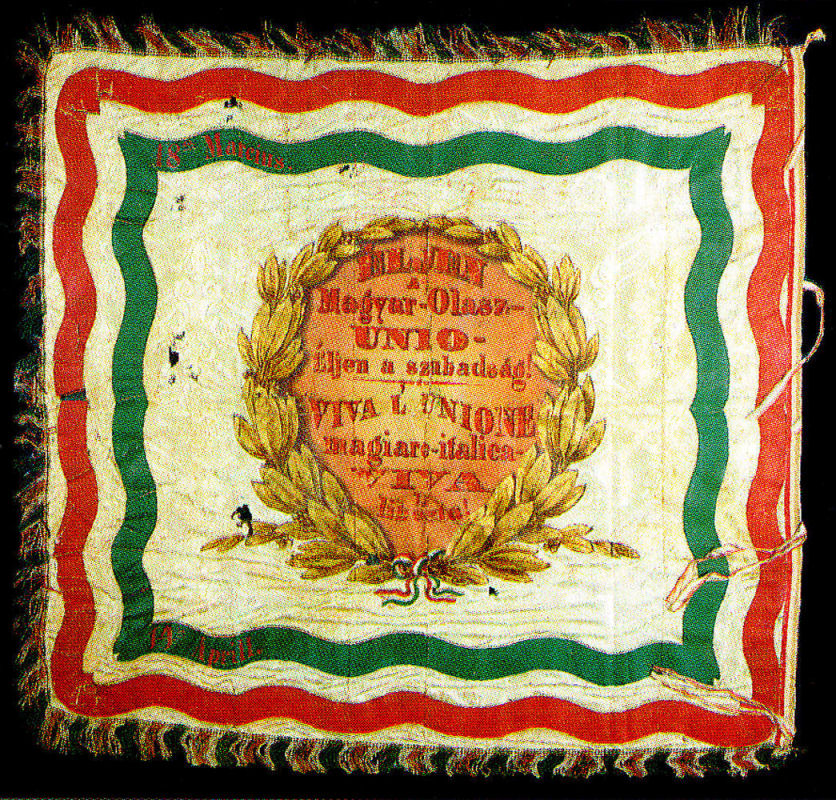
Az Olasz légió zászlója 1849-ben

Az olasz légió az 1848–49-es forradalom és szabadságharc magyar oldalán harcoló külföldi légiók egyike volt. Az olasz katonai és politikai foglyokból, átszökött katonákból, illetve a korábban magyar oldalra állt olasz legénységű alakulatokból létrehozott légió szervezője és vezetője Győzey Vince őrnagy lett, akit 1849. május 22-én Camillo Fedrigoni követett. Kossuth 1849. május 25-én Alessandro Monti ezredest nevezte ki a légió parancsnokává. A légió jól szerepelt a román népfelkelők ellen és a nyári hadjárat utóvédharcaiban, fedezve a magyar főseregek visszavonulását. A temesvári csata után a légió nem bomlott fel: Törökországba vonult, majd onnan hazaszállították őket az itáliai Cagliariba, Monti itt oszlatta fel légióját 1850. június 14-én.

## Az első olasz csapatok a magyar szabadságharcban
Az olaszok egy része lojálisan állt a magyar szabadságharc ügyéhez, hiszen az önálló nemzeti lét közös ellensége ezekben az időkben a Habsburg Birodalom volt. Olasz csapatok a szabadságharc eleje óta harcoltak magyar oldalon, de ezek a légió megalakításának idejére (1849 márciusa) szinte teljesen elfogytak.
A szabadságharc folyamán a császári sereg kötelékében viszont jóval több olasz harcolt a magyarok ellen. Az itáliai forradalmak elleni harcokban, s különösen a megmozdulások leverése után az osztrák hadsereg több ezer embert, hajdani forradalmárokat és a forradalomban nem érintett személyeket sorozott be, majd bevetette őket a magyar honvédség ellen.

### A 16. (Zanini) sorgyalogezred
Az első magyar oldalon harcoló olasz alakulatok a 16. (Zanini) sorgyalogezred Magyarországon lévő 1. és 2. zászlóaljai voltak, azonban közülük csak 2 század került az olasz légióba. 1848 decemberének végén Újvidékről négy századuk átszökött a császári táborba. Az Eszékről kivont 8 század többsége pedig parancsnokával, Luigi Venturini őrnaggyal együtt 1849. február 27-én fogságba esett Kápolnánál.

### A 23. (Ceccopierei) sorgyalogezred
A szintén Magyarországon állomásozó 23. (Ceccopieri) sorgyalogezred kifejezetten ellenséges volt a honvédekkel, 1848. június 11-én össze is tűztek. Októberben Bécsbe rendelték az ezredet, de a forradalmi érzelmű altisztjeiknek köszönhetően 600 fő dezertált a magyarokhoz. Nagy részükből szerveződött a Frangepán-csapat, amely korábban Sréter Lajos mozgó hadseregéhez beosztott csapat volt, a nagyszombati ütközetben jelentős veszteséget szenvedett, a lipótvári várba az időközben parancsnokká kinevezett Gustavo Massoneri százados vezetésével mintegy négyszázötven fő tudott eljutni, ahol 1849. február 3-án, a vár sikeres császári ostroma után fogságba estek.

### A 7. (Kress) svalizsérezred
A lombardiai kiegészítésű 7. (Kress) svalizsér (könnyűlovas) ezred kezdettől a szabadságharc ellen küzdött. Legénységéből mégis mintegy 70 fő magyar oldalra állt, és Proetzl (1848 őszétől Peretzi) Mihály vezetésével az erdélyi hadszíntéren működött kimagasló sikerrel. Később, Monti szervezésében a légió keretein belül 1849. július 29-ig egy 120 fős századdá szaporították, vezetője ekkor már Giuseppe Decarlini volt.

## Az olasz légió
Látva a többi külföldiekből szervezett légió előnyeit, 1849 márciusában Győzey (Nicoledon) Vince őrnagyot bízták meg az olasz légió megszervezésével.

### A kezdeti szakasz (1849. március - július 29.)
A légió magját a kápolnai csatából megmenekült Zanini-bakákból alakított 2 század alkotta. Győzey összegyűjtötte a cs. kir. hadseregből megszökött katonákat is, valamint jelentős számban vállaltak szolgálatot az olasz hadifoglyok is. Áprilisban már a 3. századot szervezték meg. Május végén az első két századot Zaránd megyébe küldték a román népfelkelők ellen, majd ezek is csatlakoztak a gyulafehérvári ostromsereghez. 1849. május 22-én az olasz származású, de Magyarországon élő Camillo Fedrigoni őrnagyot nevezték ki a légió vezetőjének. A tavaszi hadjárat magyar sikereinek hatására egyre több olasz katona hagyta el a cs. kir. sereget, és a fogságba esettek közül is egyre többen álltak be a légóba, így 1849 június közepére már egy teljes, 6 százados zászlóalja volt a légiónak.

### A légió harcai (1849. július 29. - 1849. augusztus 20.)
Az Olasz Légió ekkor egy szabályos - hat századból álló - valamint egy kétszázados zászlóaljból, továbbá a De Paoli százados vezette vadászcsapatból és egy könnyűlovasszázadból állt, lőfegyverekkel felszereltsége jónak mondható, karabélyok és puskák is nagy számban fordultak elő. A Légió élén Monti báró sikeres logisztikai munkát végez, de harcba csak a nyári hadjárat végén kerül, ahol a Légió szinte végig az utóvédben harcol. A Légió 1024 emberének Szegedre irányító parancsa 1849 nyarán kelt, július 29-én már Guyon ezredes táborában tartózkodnak az olasz legények a IV. hadtest alárendeltségében. Szükség is volt rájuk, augusztus 5-én a szőregi sáncok védelemben, zárt négyszögben lovasrohamok visszaverésére hasznosították tudásukat. Itt a lengyelekkel és Dessewffy tábornok lovassági csapataival harcolnak együtt az osztrák felvonulás visszaszorítására. A csata elveszett ugyan, de az Olasz Légió egyben maradt, és ezt a kohéziós tulajdonságát a későbbiekben sem veszti majd el. Temesvárig 5 napos utóvédharcba keverednek, étlen-szomjan kitartanak, de a temesvári csata után nincs már hely számukra, ezért augusztus 20-án (az utolsó honvédek után) Orsovánál, zárt egységben török földre emigrálnak. Az alakulat létszáma a vesztes csatákat követően 465 fő (kiszámolható, 1024 fő volt a feltöltés után), a török földre 450 lép, 15-en dezertáltak mindössze, a többiek halottak, sebesültek, vagy foglyok.

### A légió a szabadságharc után (1849. augusztus 20. - 1850. június 14.)
Monti báró török földön is fegyelmet tartott katonái között, nem engedte szétszéledni őket. Pár hónap múltán a Légió tagjai Gallipoliból hazahajóztak Itáliába, ahol Cagliariban kikötve 1850. júniusban feloszlatta az egységet. Monti később is levelezett a magyar emigráció tagjaival, elsősorban Batthyány Kázmérral és Kossuth Lajossal, idős korában is egyre csak tervezgette a szabadságharc folytatását, de ez csak terv maradt.